# Nikolai Nikolajewitsch Schukow

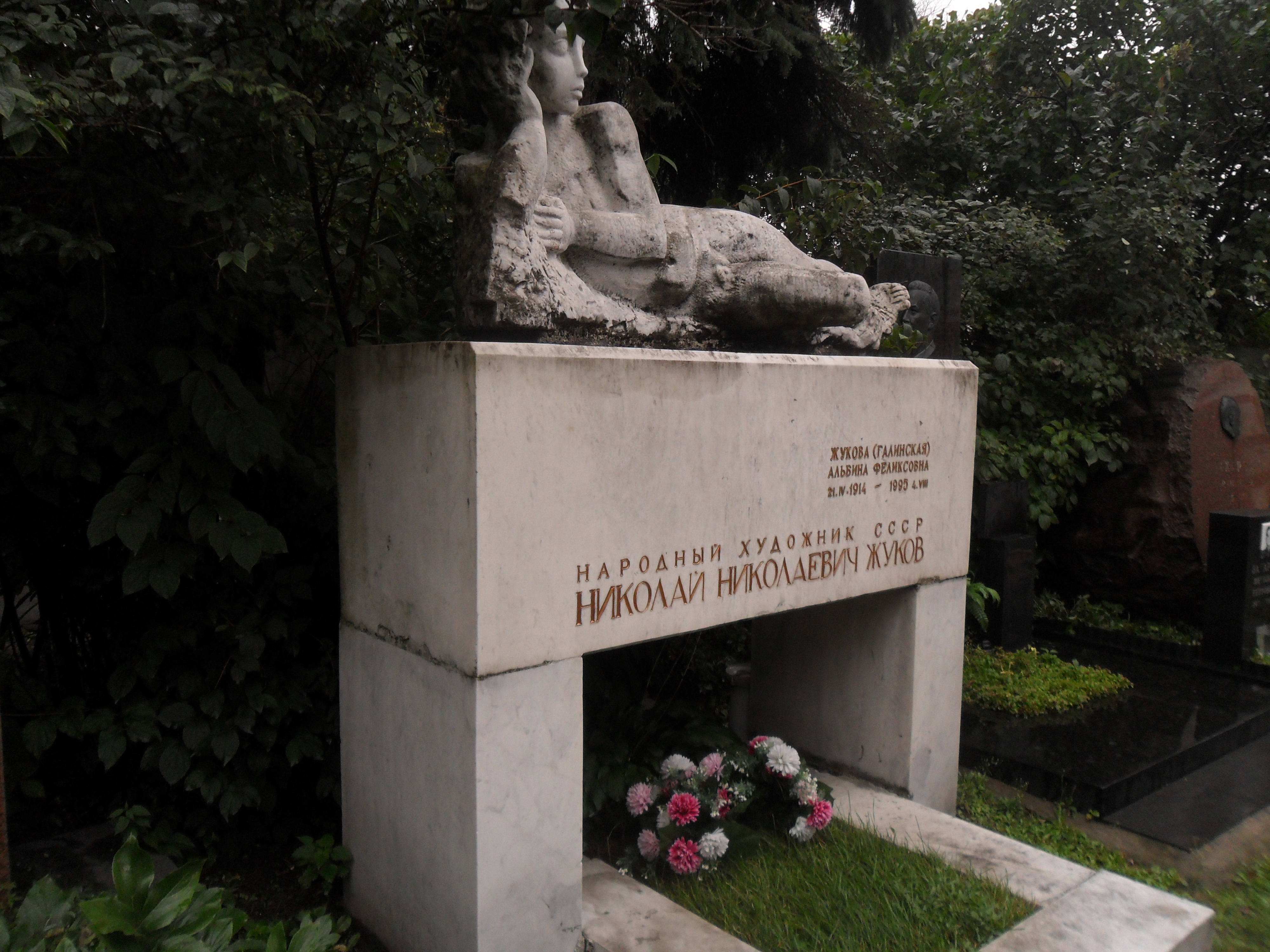
Schukows Grab auf dem Nowodewitschi-Friedhof

Nikolai Nikolajewitsch Schukow (russisch Николай Николаевич Жуков; * 19. Novemberjul. / 2. Dezember 1908greg. in Moskau; † 24. September 1973 ebenda) war ein sowjetischer Grafiker.
Schukow war von 1943 bis 1973 künstlerischer Leiter des Grekow-Studios. Während des Zweiten Weltkriegs war er Frontzeichner der Prawda. Er nahm 1945/1946 als Zuschauer am Nürnberger Prozess gegen die Hauptkriegsverbrecher teil und schuf davon einen Zyklus von Kreide- und Graphit-Zeichnungen.

## Werke
- Karl Marx, Friedrich Engels : 24 Zeichnungen. Dietz, Berlin 1952.